# Seui

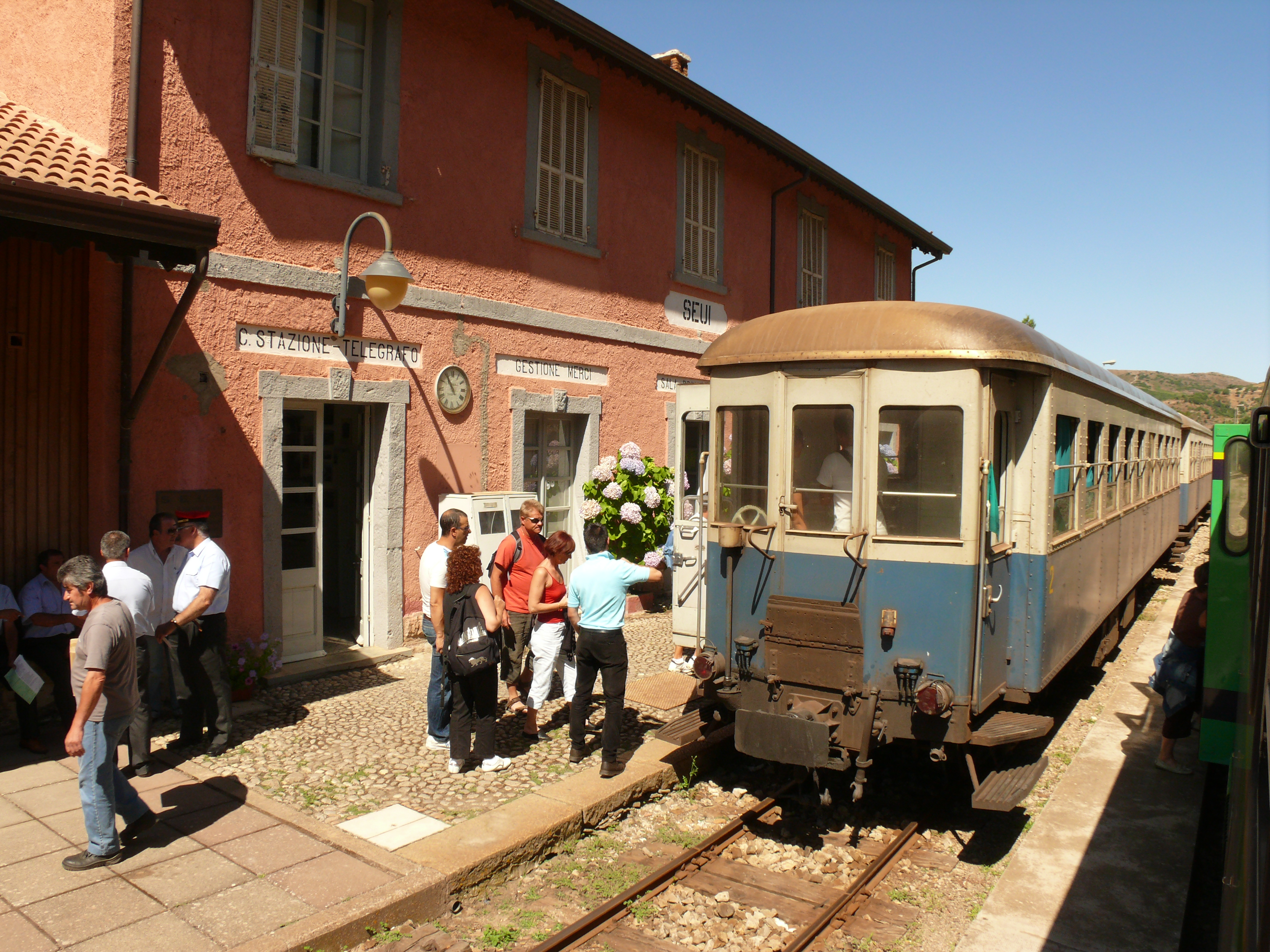
Stacja kolejowa w Seui

Seui – miejscowość i gmina we Włoszech, w regionie Sardynia, w prowincji Sud Sardegna.
Według danych na rok 2004 gminę zamieszkiwało 1587 osób, 10,7 os./km². Graniczy z Arzana, Escalaplano, Esterzili, Gairo, Perdasdefogu, Sadali, Seulo, Ulassai i Ussassai.